# Niviaq Chemnitz Berthelsen
Niviaq Pernille Sara Chemnitz Berthelsen (* 26. Januar 1989 in Nuuk) ist eine grönländische ehemalige Skilangläuferin und Biathletin.

## Leben
Niviaq Chemnitz Berthelsen wuchs in Nuuk in einer sportlichen Familie auf. In ihrer Kindheit betrieb sie auch Taekwondo, Handball und Fußball. 2007< zog sie nach Tromsø, um dort ein Skigymnasium zu besuchen, das sie 2011 abschloss. 2010 wurde sie zur Sportlerin des Jahres der Kommuneqarfik Sermersooq ernannt. Sie ist das älteste von vier Kindern. Ihre jüngere Schwester Nuunu (* 1996) ist als Skirennläuferin aktiv.

## Karriere
Niviaq Chemnitz Berthelsen nahm 2006 beim Biathlon-Europacup 2006/07, wo sie beim 7,5-km-Sprint der Juniorinnen in Obertilliach auf Platz 73 lief. Es war ihr einziges Biathlonrennen.
Im Alter von 19 Jahren nahm sie 2008 am zu den Worldloppet-Langlaufrennen gehörenden Tjejvasan des Wasalaufs teil und erreichte den 104. Platz unter 961 Teilnehmerinnen. 2011 und 2013 nahm sie an den Nordischen Skiweltmeisterschaften in Oslo bzw. Val di Fiemme teil, belegte bei ihren Starts aber nur hintere Plätze.
Niviaq Chemnitz Berthelsen zählt zu den herausragenden Teilnehmerinnen des zu den schwierigsten Langdistanzrennen der Welt zählenden Arctic Circle Race. Bereits als 17-Jährige belegte sie hier 2006 den zweiten Platz, ein Erfolg, den sie im Jahr 2008 wiederholte. 2009 konnte sie das Rennen erstmals vor der als großer Favoritin an den Start gegangenen Uiloq Slettemark gewinnen. Bis 2014 gewann sie das Rennen zum sechsten Mal in Folge. 2015 nahm sie wegen eines Knieschadens nicht teil, gewann aber 2016 erneut. Anschließend beendete sie ihre Karriere.